# روجر كريغ سميث
روجر كريغ سميث (Roger Craig Smith) هو مؤدي أصوات أمريكي ولد في 11 أغسطس 1975 في أورينج كاونتي، كاليفورنيا.

## أدواره في السينما الأمريكية
- رالف المدمر - القنفذ سونيك
- طائرات - ريبسلينغر

## أدواره في الأنمي

### مسلسلات أنمي تلفزيونية
- بليتش - شينجي هيراكو، نوفا, كينريو
- ناروتو - دان
- ناروتو شيبودن - ديدارا, دان
- كود غياس: لولوش المتمرد - جيلبرت جيلفورد
- كود غياس: لولوش المتمرد R2 - جيلبرت جيلفورد
- كيكايشي - بياكو
- كوروكامي - سيجي

### أفلام أنمي
- فيلم ناروتو: الأطلال الوهمية في أعماق الأرض - تيموجين
- باتمان النينجا - باتمان

## أدواره في الرسوم المتحركة
- وولفرين والإكس-من - فورج، كمال, جوليان كيلر
- ألتيميت سبايدرمان - كابتن أمريكا
- إجتماع المنتقمون - كابتن أمريكا
- كلارنكس - بيلسون
- سونيك بوم - القنفذ سونيك، يو تي، ديف المتدرب
- ترانسفورمرز: روبوتس إن ديسغايز - جيتستورم، سليبستريم, إيريزور
- سلاحف النينجا - بالفرايزر
- عاملا الخبز - مؤخرة بودو
- تمالك نفسك سكوبي دو - غاس، جاسبر كرول
- باتمان أنليميتد: الغرائز الحيوانية - باتمان
- باتمان أنليميتد: الآلات ضد الوحوش - باتمان

## أدواره في ألعاب الفيديو
- ريزدنت إيفل 5 - كريس ريدفيلد
- مارفل فرسس كابكوم 3 - كريس ريدفيلد
- ألتيميت مارفل فرسس كابكوم 3 - كريس ريدفيلد
- تيكن 6 - إيدي غوردو
- سلسلة ألعاب القنفذ سونيك
  - سونيك كولرز - القنفذ سونيك
  - سونيك فري رايدرز - القنفذ سونيك
  - سونيك جينيريشنز - القنفذ سونيك
  - سونيك أند أول ستارز رسيسنغ ترانسفورمد - القنفذ سونيك
  - سونيك لوست ورلد - القنفذ سونيك
  - سونيك فورسز - القنفذ سونيك
- سوبر سماش برذرز فور نينتندو 3دي إس و وي يو - القنفذ سونيك
- سلسلة ألعاب أساسنز كريد
  - أساسنز كريد 2 - إيزيو أوديتوري
  - أساسنز كريد: برذرهود - إيزيو أوديتوري
  - أساسنز كريد: ريفليشنز - إيزيو أوديتوري
- تيلز أوف فيسبيريا - زاغي
- ناروتو:كلاش أوف نينجا ريفولوشن 2 - باندو
- ناروتو شيبودن: ألتيميت نينجا ستورم ريفولوشن - ديدارا
- ناروتو شيبودن: ألتيميت نينجا ستورم 4 - ديدارا
- داينغ لايت - كايل كراين

## وصلات خارجية
- روجر كريغ سميث على موقع IMDb (الإنجليزية)
- روجر كريغ سميث على موقع ميوزك برينز (الإنجليزية)
- روجر كريغ سميث على موقع قاعدة بيانات الفيلم (الإنجليزية)
- روجر كريغ سميث على موقع ANN person (الإنجليزية)